# Francesco Conti (Kardinal)
Francesco Conti, auch Francesco de’ Domicelli (* um 1470 in Rom; † 29. Juni 1521 ebenda) aus der alten Papstfamilie Conti war ein Kardinal der Römischen Kirche.

## Leben

Familienwappen des Hauses Conti

Er war das fünfte von zehn Kindern des Jacopo Conti, Herr von Carpineto und römischer Adliger, und dessen Ehefrau Elisabetta Carafa della Stadera. Aus seiner Familie stammten die vier Päpste Innozenz III., Gregor IX., Alexander IV. und Innozenz XIII. sowie eine Reihe weiterer Kardinäle. Er war ein Neffe des Kardinals Giovanni Conti. Francesco Conti studierte Rechtswissenschaften und hatte sechs illegitime Kinder.
Am 8. Oktober 1494 wurde er zum Erzbischof von Conza bestellt, blieb jedoch dauerhaft abwesend und ließ die Diözese von Generalvikaren leiten.
Papst Leo X. erhob ihn am 1. Juli 1517 zum Kardinalat, woraufhin Conti am  6. Juli 1517 als Kardinalpriester der Titelkirche San Vitale installiert wurde. Am 11. September desselben Jahres verzichtete er daher auf sein Bistum. Vom 11. Januar 1520 bis zum 7. Januar 1521 war er Kämmerer des Heiligen Kardinalskollegiums.
Er starb in seiner Geburtsstadt Rom und wurde in seiner Titelkirche San Vitale beigesetzt.